# Marszał Szaposznikow
Marszał Szaposznikow (ros. Маршал Шапошников) – radziecki, następnie rosyjski niszczyciel rakietowy, dziesiąty okręt projektu 1155 (typu Udałoj, ozn. NATO Udaloy), klasyfikowany oficjalnie jako duży okręt przeciwpodwodny. W czynnej służbie od 1985 roku, wchodzi w skład Floty Oceanu Spokojnego.

## Budowa i opis techniczny
„Marszał Szaposznikow” był siódmym ukończonym okrętem projektu 1155 (Friegat), znanego też od pierwszego okrętu jako typ Udałoj (Udaloy). Okręt został wciągnięty na listę floty już 18 marca 1982 roku, otrzymując nazwę na cześć admirała Borysa Szaposznikowa (1882-1945). Budowę prowadzono w stoczni Jantar w Królewcu (numer budowy 114). Stępkę położono 25 maja 1983 roku, okręt został zwodowany 27 grudnia 1984 roku, zaś do służby wszedł 30 grudnia 1985 roku.
Okręty projektu 1155 były klasyfikowane jako duże okręty przeciwpodwodne (ros. bolszoj protiwołodocznyj korabl, BPK), niemniej na zachodzie powszechnie uznawane są za niszczyciele. Ich zasadniczym przeznaczeniem było zwalczanie okrętów podwodnych, w tym celu ich główne uzbrojenie stanowiło osiem wyrzutni rakietotorped Rastrub-B z ośmioma pociskami i osiem wyrzutni torped kalibru 533 mm przeciw okrętom podwodnym. Ich możliwości w zakresie zwalczania okrętów podwodnych rozszerzały dwa śmigłowce pokładowe Ka-27PŁ. Uzbrojenie przeciwpodwodne uzupełniały dwa dwunastoprowadnicowe miotacze rakietowych bomb głębinowych RBU-6000. Uzbrojenie artyleryjskie stanowiły dwa pojedyncze działa uniwersalne kalibru 100 mm AK-100 na dziobie oraz dwa zestawy artyleryjskie obrony bezpośredniej w postaci dwóch par sześciolufowych naprowadzanych radarowo działek 30 mm AK-630M (łącznie cztery działka). Uzbrojenie rakietowe służyło tylko do bliskiej obrony i składało się z dwóch kompleksów pocisków przeciwlotniczych i przeciwrakietowych bliskiego zasięgu Kinżał, każdy w składzie czterech bębnowych wyrzutni pionowych, po jednym na dziobie i na rufie (64 pociski).
Okręty wyposażone zostały w odpowiednie środki obserwacji technicznej, w tym kompleks hydrolokacyjny Polinom z antenami w gruszce dziobowej, podkilową i holowaną. „Marszał Szaposznikow” otrzymał pełny zestaw wyposażenia późnych okrętów tego typu, obejmujący między innymi stację radiolokacyjną dozoru ogólnego Friegat-MA (MR-750) na maszcie rufowym i stację do wykrywania celów niskolecących Podkat na maszcie dziobowym oraz wyrzutnie celów pozornych PK-2 i PK-10.
Napęd stanowią dwa zespoły turbin gazowych M9 w systemie COGAG, napędzające po jednej śrubie. Każdy składa się z turbiny marszowej D090 o mocy 9000 KM i turbiny mocy szczytowej DT59 o mocy 22500 KM; łączna moc napędu wynosi 63000 KM. Prędkość maksymalna wynosi 29 węzłów, a ekonomiczna 18 węzłów.

## Służba

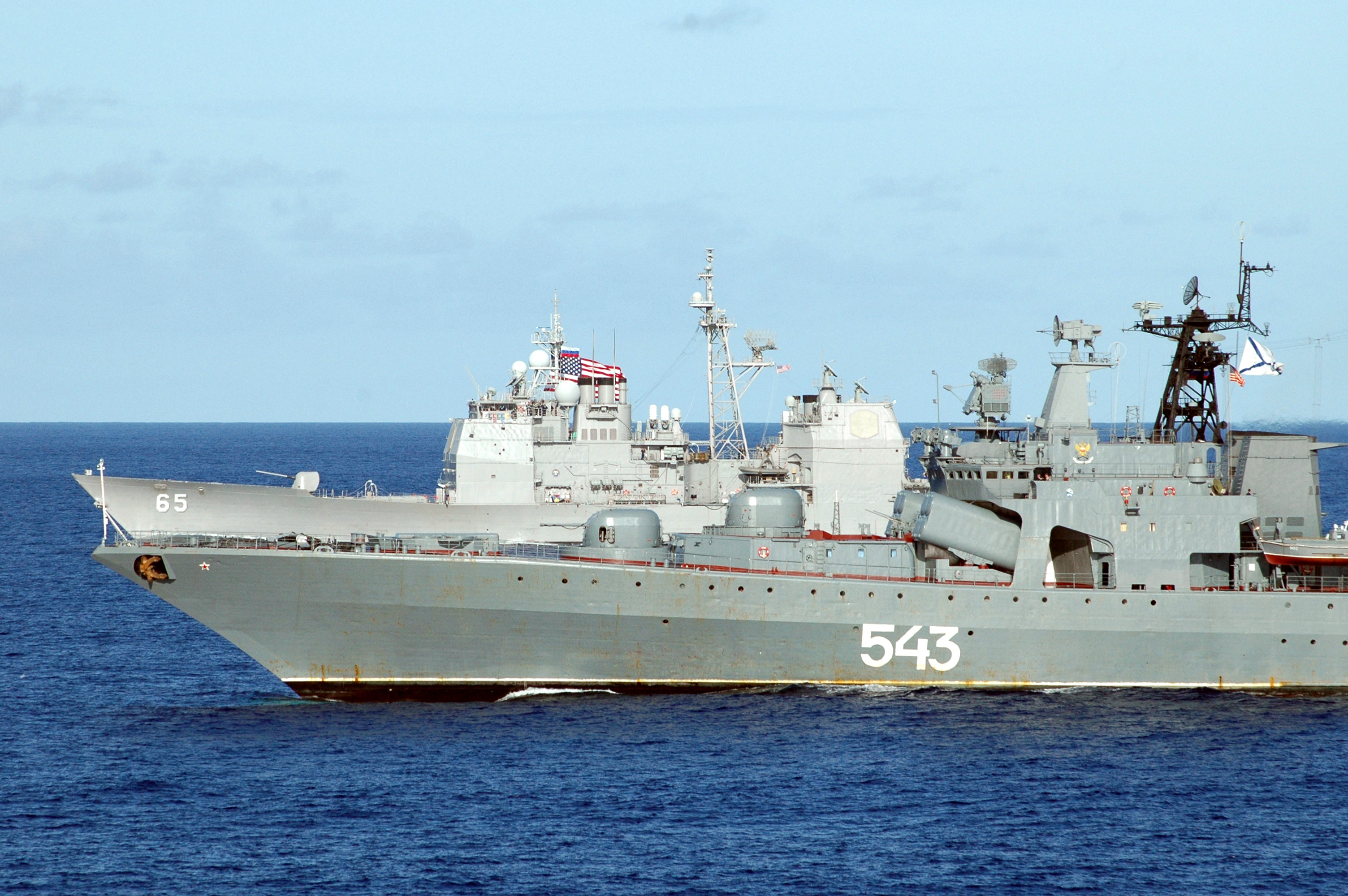
„Marszał Szaposznikow” z amerykańskim krążownikiem USS „Chosin” (CG 65), 2006

„Marszał Szaposznikow” 15 lutego 1986 roku wszedł w skład Floty Oceanu Spokojnego ZSRR, następnie Rosji. Od 1994 roku służy w 44. Brygadzie Okrętów Przeciwpodwodnych Czerwonego Sztandaru we Władywostoku.
W dniach 29 listopada – 3 grudnia 1987 złożył wizytę w Bombaju, a 14–18 sierpnia 1990 roku w Wŏnsan (Korea Północna).
Według niektórych informacji, od 25 listopada 1993 do lipca 2004 roku okręt przechodził długotrwały remont średni w stoczni Dalzawod we Władywostoku. Jednakże 6 kwietnia 2003 roku okręt wyszedł w morze dla uczestnictwa w dużych manewrach z flotą Indii na Oceanie Indyjskim w maju. 17 września 2008 roku w pożarze w maszynowni okrętu na Morzu Japońskim zginęło dwóch marynarzy.
W 2010 roku został skierowany do akcji ochrony żeglugi w Zatoce Adeńskiej i 6 maja 2010 roku odbił uprowadzony przez piratów tankowiec „Moskowskij Uniwiersitiet”, przy tym złapano dziesięciu somalijskich piratów i zabito jednego. Kontrowersje wzbudziło późniejsze porzucenie piratów na łodzi na oceanie, na polecenie władz, prawdopodobnie wiążące się z ich śmiercią, uzasadniane trudnością w dowiedzeniu im winy.
W 2016 roku znajdował się wciąż w służbie, z numerem burtowym 543.
Od 2016 roku był modernizowany w stoczni Dalzawod we Władywostoku. W toku remontu, 16 lutego 2018 roku doszło do pożaru w siłowni dziobowej. Wymieniono szereg mechanizmów i maszyn, w tym kotły na KGW 1,6/07, oraz poddano naprawie turbiny. Okręt otrzymał nowe elementy uzbrojenia i elektronikę. Zainstalowano zamiast dwóch dotychczasowych dział jedną armatę automatyczną A-190-01 Uniwiersał z nowym systemem kierowania ogniem z głowicą optoelektoniczną. W miejsce drugiej armaty okręt otrzymał wyrzutnie pionowego startu 3S14 z 16 komorami do pocisków z rodziny Kalibr oraz 2 wyrzutnie poczwórne 3S24 pocisków 3M24. 24 grudnia 2020 r. poinformowano o testach artylerii i systemu torpedowego okrętu. 28 grudnia 2020 r. poinformowano o wystrzeleniu 3M24 przeciwko ćwiczebnemu celowi morskiemu. W kwietniu 2021 roku okręt dokonał ćwiczebnych uderzeń systemem Kalibr na cel lądowy oddalony o ponad 1000 km i morski o 100 km.
W 2020 roku ujawniono chęć uzbrojenia go w hiperdźwiękowe pociski przeciwokrętowe Cyrkon.
27 kwietnia 2021 r. okręt po remoncie i unowocześnieniu powrócił do służby w TOF.